# RIAR
Das Forschungsinstitut für Atomreaktoren (kurz RIAR/Research Institute of Atomic Reactors; russisch Научно-исследовательский институт атомных реакторов) ist ein Institut zur Reaktorforschung in Dimitrowgrad (früher Melekess) in der Oblast Uljanowsk. Das Institut besitzt acht Kernreaktoren: SM, ARBUS (ACT-1), MIR.M1, RBT-6, RBT-10/1, RBT-10/2, BOR-60 und VK-50. Alle Reaktoren sind experimentelle Forschungsreaktoren. Das Institut befasst sich hauptsächlich seit den 1950er-Jahren mit dem Problem der Kernenergie.

## Geschichte
Das Institut wurde 1954 kurz nach der Inbetriebnahme des ersten Kernkraftwerks in Obninsk zur Erforschung der Probleme der Kernenergie gegründet. Dabei wurden mehrere Anlagen gebaut, unter anderem spezielle Gebäude zur Wiederverwertung von Kernbrennstoff, um die Menge des Atommülls zu verringern.
Im Oktober 1961 wurde der erste Forschungsreaktor mit der Bezeichnung SM in Betrieb genommen. 1992 wurde dieser Reaktor auf ein modernes Sicherheitsniveau gerüstet. Er ist für die Bestrahlung von Materialien mit Neutronen gedacht, um die Auswirkungen darauf zu testen. Außerdem kann man mit dem Reaktor den Neutronenfluss durch Brennelemente untersuchen.
1963 wurde dann der Kernreaktor ARBUS (ACT-1) in Betrieb genommen. Dieser ist ein organisch gekühlter Reaktor.
Im Januar 1964 wurde die erste Phase des Materials Science-Komplex in Betrieb genommen. Die zweite Phase des Komplexes wurde zur nicht-destruktiven Untersuchung von Full-Scale-Brennelementen gebaut. Der Komplex ermöglicht die Durchführung des vollen Zyklus eines Reaktors zu simulieren und verschiedene Materialien auf Hitzebeständigkeit, Flussdichte und Neutronen-Spektrum zu testen. Auch Brennelemente von WWER-Reaktoren, RBMK-Reaktoren und BN-Reaktoren können in diesem Komplex getestet werden. Die Ausrüstung reicht auch aus, um das Verhalten des Reaktorkerns sowie auch die Funktionen von Brennelementen in Notsituationen und das Entsorgen von zusammengeschmolzenen Brennelementen aus einem Reaktorkern zu untersuchen.
Kurz darauf wurde der radiochemische Komplex in Betrieb genommen. In diesem Komplex werden die wiederaufbereiteten Brennelemente studiert und das Verhalten der Radionuklide und dessen Nutzen für die Nuklearmedizin untersucht.
Am 18. Mai 1965 ging der VK-50-Reaktor in Betrieb. Dieser ist ein experimenteller, aber kommerzieller und somit bei der IAEO gemeldeter Reaktor. Die thermische Leistung des Reaktors lag bei 270 MW. 1989 wurde er stillgelegt. Schließlich entstand daraus der VK-300 Reaktor mit einer Leistung von 300 Megawatt. Dieser soll das erste Mal kommerziell im Kernkraftwerk Nordwest eingesetzt werden, das 2011 im Rahmen des Projekts 2007-2015 in Betrieb genommen werden soll. Heute ist der VK-50 wieder in Betrieb und liefert Fernwärme für die Stadt Dimitrowgrad und Elektrizität für die Umgebung. Dieser Reaktor ist zurzeit auf der ganzen Welt das einzige Heizkernkraftwerk.
Im Dezember 1966 ging der Reaktor MIR.M1 in Betrieb. Im Jahre 1979 wurde der Aufbau der Anlage neu gestaltet. Dieser Reaktor ist einer der größten der Welt. Er dient dazu, neue Brennstofftabletten für zukünftige Kernkraftwerke zu entwickeln.
Im Dezember 1969 wurde der Reaktor BOR-60 (Bystrij Opytnyj Reaktor; frei übersetzt schneller Versuchsreaktor) in Betrieb genommen. Der Reaktor ist ein Brutreaktor. Dieser sollte für die bessere Erforschung von Brutreaktoren und die Neutronentechnologie dienen. Der Reaktor wird mit Natrium gekühlt. Der Reaktor dient dazu, neuen Brennstoff für Brutreaktoren zu testen. Unter anderem wurde in diesem Reaktor für den noch nicht kommerziell genutzten BREST-Brutreaktor der Brennstoff entwickelt. Wenn der Reaktor sich im Normalbetrieb befindet, benutzt er einen extra für diesen Reaktor entwickelten Brennstoff, der einfach BOR-60-Brennstoff genannt wird.
In dem Jahr 1975 nahm dann der RBT-6 seinen Betrieb auf. Dieser Reaktor zählt zu den Pool-Typ-Reaktoren (Schwimmbadreaktor). Er soll Proben struktureller Materialien bestrahlen und Veränderungen feststellen. In den Jahren 1983 und 1984 nahmen dann die Reaktoren RBT-10/1 und RBT-10/2 den Betrieb auf. Diese sind Weiterentwicklungen des RBT-6.
1977 wurde der chemisch-technische Komplex in Betrieb genommen. Dieser ist der einzige der Welt. Dort wird erforscht, wie man durch Salzschmelzen Kernbrennstoff wiederaufbereiten könnte.
Heute befinden sich alle Anlagen noch bzw. wieder in Betrieb. Die KNK II in Deutschland wurde auf dem Grundmodell des BOR-60 erstellt. Der BOR-60 gilt als eine Revolution in der Brutreaktortechnik. Weltweit basieren fast alle Brutreaktoren auf dessen Prinzip.

## Störfälle
Der bislang schlimmste Vorfall ereignete sich im VK-50. Dabei ereignete sich am 7. Mai 1966 eine Leistungsexkursion durch schnelle Neutronen. Der Schichtleiter bekam dabei eine hohe Dosis Radioaktivität ab. Der Störfall war mit INES 3 bis 4 bewertet worden.

## Daten der Reaktoren
| Reaktor       | Reaktortyp          | therm. Leistung | Nettoleistung | Bruttoleistung | Baubeginn  | Betriebsaufnahme | (Abschaltung) Stilllegung |
| ------------- | ------------------- | --------------- | ------------- | -------------- | ---------- | ---------------- | ------------------------- |
| SM            | PRESS. VESSEL       | 100 MWt         | -             | -              | 01.01.1956 | 10.01.1961       | -                         |
| ARBUS (ACT-1) | TANK                | 12 MWt          | -             | -              | 01.01.1963 | 01.01.1963       | 01.05.1988                |
| VK-50         | VK-Reaktor          | 200 MWt         | 50 MW         | 62 MW          | 01.10.1965 | 01.01.1966       | 01.01.1989                |
| MIR.M1        | Schwimmbad/Channels | 100 MWt         | -             | -              | 01.01.1958 | 01.12.1966       | -                         |
| BOR-60        | Schneller Brüter    | 60 MWt          | 10 MW         | 12 MW          | 01.07.1965 | 01.12.1969       | -                         |
| RBT-6         | Schwimmbad          | 6 MWt           | -             | -              | 10.10.1970 | 10.01.1975       | -                         |
| RBT-10/1      | Schwimmbad          | 10 MWt          | -             | -              | 01.07.1982 | 01.12.1983       | (01.03.1994)              |
| RBT-10/2      | Schwimmbad          | 7 MWt           | -             | -              | 01.06.1983 | 01.12.1984       | -                         |